# Monotipija
Monotipija je vrsta grafičke tehnike.  Kod monotipije je karakteristično to što se može napraviti samo jedan otisak (mono=jedan). Upravo zato mnogi negiraju monotipiju kao grafičku tehniku, jer ne omogućava umnožavanje, kao jednu od osnova grafike.
Postupak:
1. nanesemo željene boje/sliku na npr. pločicu (pozadina može biti i kartonska, plastična...)
2. pločicu snažno pritisnemo na papir
3. pomoću drvenog valjka se može prijeći preko papira ne bi li se prizor bolje oslikao
4. podignemo papir i rad je gotov

## Povijest
Monotipiju je izumio (prvi primijenio) Giovanni Benedetto Castiglione (1609. – 64.), talijanski slikar. 